# 阪神91形電車
阪神91形電車（はんしん91がたでんしゃ）は、かつて阪神電気鉄道が保有した路面電車車両である。同社の併用軌道線（国道線・甲子園線・北大阪線に対する、阪神電鉄社内における総称）で運行されていた。

## 概要
91形は、1941年に満州国の新京交通に譲渡という形で供出された51形5両の代車として、1941年に3両を汽車製造に発注したが、戦争による資材難の影響から、竣工は戦後の1947年となった。
元々の計画では71形と同型で製造の予定だったが、製造時期が201形の登場後となった事から、201形同様に車体の丸みが71形より角ばり、正面窓上が71形の緩やかなカーブから平面になり、前面窓と側面窓の下辺が揃えられたほか、ベンチレーターも71形の10個（1列5個×2列）から6個（1列3個×2列）に減らされたほか、内装も71形にあった座席下のヒーターは廃止されるなど、全般的に工作を簡略化した形となった。
台車及び電装品は、台車は阪神併用軌道線標準の汽車製造製ボールドウィン64-20R台車を履き、モーターは71形の三菱電機MB-163MR（1時間定格出力29.8kW）とは異なり、31形と同じ芝浦SE-116D（1時間定格出力26.1kW）を71形同様4基装備した。但し、制御器は71形の自動加速方式の油圧カム軸多段制御器の芝浦RPM-100を装備している。91形では当初から連結運転を行うことを想定しなかったため、連結器は装備されなかった。
1950年までにポールのうち片方をビューゲル（Yゲル）に取り替え、同時期にテールランプをエアインテークの上に移設した。ポールはビューゲル集電が安定するにつれて撤去されている。1957年には室内灯を60W×14本に変更した。また、1960年代以降、行先方向幕を使用せずに行先表示板を使用するようになった。
1960年代後半に入ると屋根の整備が実施され、92・93の2両はランボードが撤去され、トルペード型ベンチレーターの向きを変更された。その後、方向幕窓も埋められた。91形は1975年5月5日の併用軌道線の全廃まで1両も廃車されることなく使用され、全車解体された。